# Constellation Place
Constellation Place (anteriormente MGM Tower) é um arranha-céu de 35 andares e 150 m (492 ft) de altura, localizado em Los Angeles,Califórnia. Ele abriga a sede da Houlihan Lokey, ICM Partners e International Lease Finance Corporation (ILFC).
O edíficio também hospedou a sede corporativa da Metro-Goldwyn-Mayer (MGM), mas a MGM mudou-se para Beverly Hills, Califórnia, após 19 de agosto de 2011.

## História

### Edíficio
O Constellation Place foi construído de 2001 a 2003. É o 26º edifício mais alto em Los Angeles e o 5º mais alto de Century City. Foi o primeiro arranha-céu a ser concluído no século XXI em Los Angeles. O prédio foi projetado por Johnson Fain Partners, e possui 65.000 m² (700.00 sq ft) de escritórios Classe A.

### MGM
Antes de 19 de agosto de 2011, a sede estava na MGM Tower em Century City, Los Angeles. A meio do processo de construção de design do que se tornaria a MGM Tower, a MGM concordou em ser o inquilino principal. Em 2000, a MGM anunciou que estava mudando sua sede para um edifício recém-construído em Century City. O prédio abriu em 2003.
Em 2010, quando a MGM surgiu da proteção de falências, anunciou que planejava transferir a sede para Beverly Hills, Califórnia, para que a empresa pudesse remover cerca de US$ 5 bilhões em dívidas. O arrendamento em Century City estava programado para expirar em 2018. Vincent e Eller disseram que o aluguel mensal de MGM por metro quadrado seria muito menor no prédio de Beverly Hills do que na Torre MGM. Larry Kozmont, um consultor imobiliário não envolvido no movimento, disse: "É um movimento prudente para eles. Reduzir o tamanho e se mudar para um espaço que ainda é proeminente, mas não excessivamente ostentoso e sobrecarregado pelas despesas é fundamental para sua sobrevivência''.

## Arquitetura
O ILFC tem sua sede nos dois andares superiores do edifício, com 170 funcionários a partir de 2007. O escritório penthouse do CEO tem uma lareira trabalhadora.
Alex Yemenidjian, ex-presidente e diretor executivo da MGM, elaborou o espaço da sede. Roger Vincent e Claudia Eller, do Los Angeles Times, disseram que "o Yemenidjian não poupou nada na construção do espaço do estúdio com estilo de Las Vegas, floresce com grandes pilares de mármore e uma grande escada em espiral alinhada com uma parede de prêmios".
Scott Johnson, o arquiteto, projetou o terceiro fundo da torre para ter pisos extra-grandes, de modo que os executivos da MGM poderiam ter plataformas exteriores. O mármore utilizado nos espaços MGM foi importado da Itália. A MGM recebeu uma garagem privada dedicada, um ponto de controle de segurança dedicado e um banco de elevadores dedicado. Dessa forma, celebridades que visitaram o complexo poderiam entrar e sair do prédio sem entrar em espaços públicos. Três salas de triagem foram colocadas na torre. Um deles era um teatro de 100 lugares no piso térreo. A partir de dezembro de 2010, a International Creative Management controla o teatro. O lobby do 14º andar abrigava as suítes executivas e uma parede de estatuetas Óscar para filmes vencedores do Óscar. A rua que leva à garagem do edifício foi renomeada para MGM Drive. Um grande logotipo da MGM foi colocado no topo do prédio. Em dezembro de 2010, a MGM alugou 19,000 m² (200.000 sq ft) de espaço na Torre MGM e pagou quase US$ 5 por metro quadrado por mês em aluguel.
A partir de 2012, foi o primeiro arranha-céus em Los Angeles a usar células de combustível geradoras de eletricidade como fonte de energia. Os dois Bloom Energy Servers podem gerar até 400 kilowatts de energia, o que forneceria um terço da eletricidade usada para alimentar o prédio.

## Inquilinos
Sede de Houlihan Lokey - 4º, 5º, 6º andar    
ICM Partners sede corporativa
International Lease Finance Corporation (ILFC) sede corporativa - Suite 3400   
Fortress Investment Group - 16º andar

## Cultura popular
O edifício é parodiado no jogo de videogame, GTA V, nomeado como Richards Majestic.